# Hazy Osterwald
Hazy Osterwald, rodným jménem Rolf Erich Osterwalder (18. února 1922 Bern, Švýcarsko – 26. února 2012 Lucern, Švýcarsko) byl švýcarský jazzový hudebník, skladatel a kapelník. Od roku 1949 hrál se souborem Hazy Osterwald Sextett. Zemřel na parkinsonovu nemoc několik dní po svých devadesátých narozeninách.